# Banggaifruktduva
Banggaifruktduva (Ramphiculus subgularis) är en fågel i familjen duvor inom ordningen duvfåglar.

## Utseende och läte
Banggaifruktduvan är en medelstor (33–36 cm) och rätt långstjärtad fruktduva med huvudsakligen grön fjäderdräkt. På huvud, hals och undersida är den silvergrå med en liten mörkt rödbrun fläck på strupen och ofta också en beigefärgad fläck på nedre delen av bröstet. Ovansidan är tydligt grön, liksom upp på nacken som ett gulgrönt streck. På undergump och undre stjärttäckarna är den mörkt kastanjebrun. Liknande kastanjestrupig fruktduva har mycket större fläck på bröstet, ljusare undergump och mindre näbb, medan sulafruktduvan är ljusgrön istället för grå på undersidan med bredare grön halskrage. Lätet består av en serie med 20 "whoop", cirka åtta per sekund.

## Utbredning och systematik
Fågeln återfinns i ögruppen  Banggaiöarna (Peleng och Banggai) i Indonesien. Tidigare inkluderades även kastanjestrupig fruktduva och sulafruktduva, men de urskiljs nu båda två som egna arter. Den behandlas som monotypisk, det vill säga att den inte delas in i några underarter.

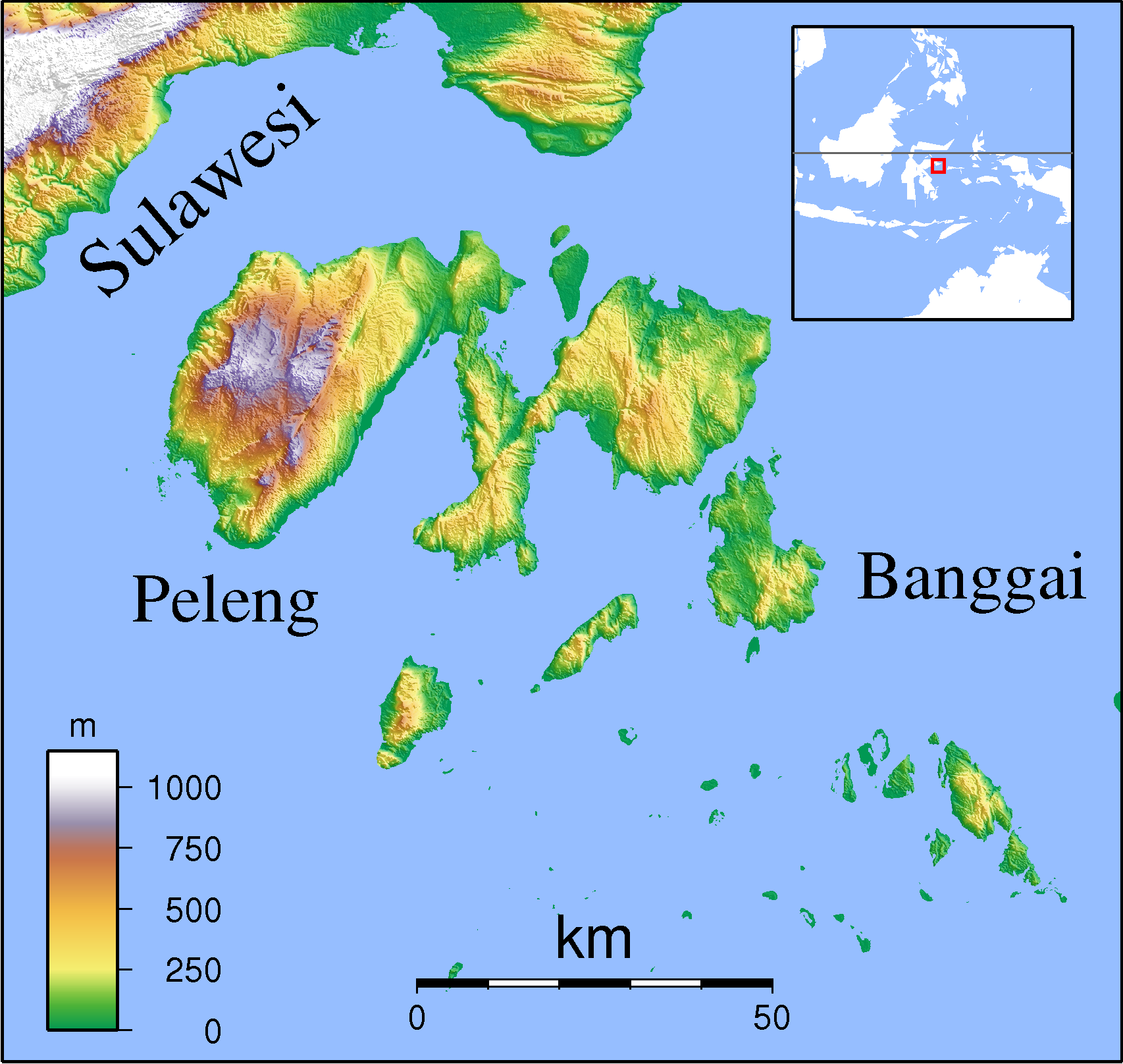
Banggaifruktduvan förekommer endast på öarna Banggai och Peleng utanför Sulawesi i Indonesien.

### Släktestillhörighet
Arten placeras traditionellt i släktet Ptilinopus. Genetiska studier visar dock att detta släkte är parafyletiskt i förhållande till Alectroenas.

## Status och hot
Banggaifruktduvan har ett begränsat utbredningsområde där dess skogsmiljö försvinner till följt av skogsavverkningar. Den tros därför minska i antal. Internationella naturvårdsunionen IUCN kategoriserar den därför som nära hotad.